# Довгий Костянтин Миколайович
Костянти́н Микола́йович До́вгий (6 січня 1976 — 17 липня 2015) — солдат Добровольчого українського корпусу «Правий сектор», учасник російсько-української війни на Сході України.

## Життєпис
Народився у 1976 році в селі Ялтушків Вінницької області. У шкільні роки став призером всеукраїнської олімпіади (з правознавства). 1994 року з відзнакою закінчив ЗОШ села Ялтушків, згодом — з «червоним дипломом» Харківську юридичну академію.
Працював помічником начальника штабу полку ДАІ (м. Хмельницький), з часом перейшов у слідчі. Звільнився в запас у званні старшого лейтенанта міліції, працював юристом на хмельницькому заводі «Катіон».
У лютому 2015 року, добровольцем пішов на фронт, після війни мав бажання повернутися до міліції. Боєць диверсійно-розвідувальної групи 7-го окремого батальйону Добровольчого українського корпусу «Правий сектор».
17 липня 2015 року диверсійно-розвідувальна група, у складі якої діяв Костянтин, під час виконання бойового завдання з розвідки біля Верхньоторецького Ясинуватського району, потрапила під мінометний обстріл терористів. Одного з бійців підрозділу поранили, тому Костянтин залишився прикривати відхід товаришів та евакуацію пораненого. У ході бою біля Костянтина Довгого вибухнула міна, він загинув від множинних поранень. Його тіло забрали терористи, які згодом передали його волонтерам.
Похований 25 липня 2015 року в с. Ялтушків Барського району.
Залишилися батько, дружина й син.

## Нагороди
У 2021 році був нагороджений орденом «За мужність» III ступеня (посмертно).

## Вшанування
- 23 жовтня 2015 року на будівлі ялтушківської ЗОШ відкрито меморіальну дошку Костянтину Довгому.